# نظام ملاحة بالسيارة

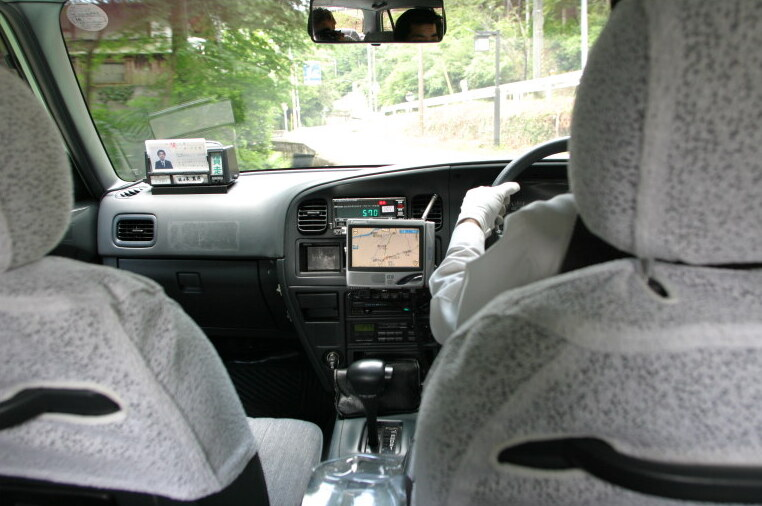
تاكسي في كيوتويشغل نظام ملاحة بالسيارة

نظام ملاحة السيارة هو نظام ملاحة عبر الأقمار الصناعية مصمم للعمل في السيارات. يستخدم هذا النظام عادة أجهزة ملاحة تعمل بنظام التموضع العالمي للحصول على معلومات عن موقع العربة على الطريق في قاعدة بيانات الخرائط. وباستخدام قاعدة بيانات الخرائط بإمكان النظام أن يعطي تعليمات القيادة عبر الطرق إلى المكان المنشود.

## التقنية

### العرض
قد يحوي نظام الملاحة للسيارة الميزات التالية:
- مظهر علوي للخريطة
- مظهر علوي للخريطة مع خريطة تدور مع السيارة
- منظر عين الطائر للخريطة عند المنعطفات
- قيم المسافة
- تعليمات صوتية

### قاعدة بيانات الطرقات

#### محتويات
قاعدة بيانات الطريق هي خريطة متجهة لمنطقة ما. يتم ترميز أسماء وأرقام الشوارع والمنازل باستخدام الاحداثيات الجغرافية بحيث أن المستخدم يستطيع إيجاد المكان الذي ينشده عن طريق إدخال العنوان.
كما تخزن في قاعدة البيانات أيضاً الأماكن الهامة مثل محطات الوقود، مرآب السيارات، مراكز الشرطة والمشافي وغيرها.
يتم تحديث قواعد البيانات عبر الاتصال بالإنترنت عن طريق شبكات واي فاي أو GPRS الموجودة على الطرقات أو بواسطة المستخدم بحيث يتم الحصول على أحدث الخرائط بشكل دوري.